# Nas
Nas, również Nasty Nas lub Escobar, właśc. Nasir bin Olu Dara Jones (ur. 14 września 1973 w Nowym Jorku) – amerykański raper i aktor. Był członkiem zespołu The Firm. Słowo Nasir (jęz. arabski نصير) oznacza Wojownik.
Współpracował z takimi wykonawcami jak Lil Jon & the East Side Boyz, Wu-Tang Clan, Eminem, Ja Rule, Ashanti, Jay-Z, Ludacris, Game, Busta Rhymes, Mary J. Blige, Jennifer Lopez, AZ, Foxy Brown, DJ Premier, Kelis, Puff Daddy, Dr. Dre, 50 Cent, DMX, Aaliyah, Olu Dara, Quan, Capone-N-Noreaga, Mobb Deep, Large Professor, R. Kelly, Damian Marley, K'naan, Lauryn Hill, Rakim, Chris Brown, Amy Winehouse, Kanye West  czy Korn.
8 czerwca 2007 Nas wystąpił po raz pierwszy w Polsce w warszawskiej "Stodole".

## Życiorys

### Wczesne lata
Nasir bin Olu Dara Jones urodził się w Brooklynie w Nowym Jorku. Jego ojciec Olu Dara jest muzykiem jazzowym. Matka Fannie Ann Jones była pracownikiem United States Postal Service. Ma młodszego brata Jabari Freta, który jak on, również jest raperem. Występuje pod pseudonimem Jungle. Jest częścią grupy hip-hopowej Bravehearts. Wydał z nią dwa albumy. Rok 1985 był trudnym okresem dla Nasa, jego rodzice rozwiedli się. Porzucił szkołę w ósmej klasie.

### Kariera i jej początki
Karierę rozpoczął jako nastolatek. Przyjął wówczas pseudonim Kid Wave. Pod koniec lat 80. spotkał producenta muzycznego "Large Professor" i razem z nim udał się do studia, gdzie Rakim i Kool G Rap nagrywali swoje albumy. Gdy nikogo nie było w studiu, Nas rozpoczął nagrywanie własnego materiału, który nigdy się nie ukazał.
W 1991 r. wystąpił na koncercie "Live at the Barbeque", obok zespołu hip-hopowego Main Source. Zadebiutował w połowie 1992 roku, wydając singiel "Halftime" pod pseudonimem Nasty Nas. Utwór pochodził ze ścieżki dźwiękowej do filmu Zebrahead.
Debiutancki album Nasa pt Illmatic został wydany w 1994 roku. Sam raper nagrywał kompozycję dwa lata, od 1992 do 1993 roku. Produkcją zajęli się Large Professor, Pete Rock, Q-Tip, L.E.S. i DJ Premier, gościnnie wystąpili tylko AZ i ojciec Nasira – Olu Dara. Singlami promującymi album są utwory: "The World Is Yours", "It Ain't Hard to Tell", i "One Love". Album zdobył pozytywne recenzje. Jest to jeden z najlepszych albumów w całej karierze Nasa. Późniejsze albumy przyczyniły się do wzrostu popularności rapera.

## Dyskografia
- Illmatic (1994)
- It Was Written (1996)
- I Am... (1999)
- Nastradamus (1999)
- Stillmatic (2001)
- God’s Son (2002)
- Street’s Disciple (2004)
- Hip Hop Is Dead (2006)
- Untitled (2008)
- Distant Relatives (z Damianem Marleyem) (2010)
- Life is Good (2012)
- Nasir (2018)
- King’s Disease (2020)
- King’s Disease II (2021)
- Magic (2021)
- King’s Disease III (2022)
- Magic 2 (2023)
- Magic 3 (2023)[5]